# Mitomi Kyūyō
En aquest nom japonès, el cognom és Mitomi.
Mitomi Kyūyō (三富朽葉; Iki, 14 d'agost de 1889-Chiba, 2 d'agost de 1917), pseudònim de Mitomi Yoshiomi (三富義臣), va ser un poeta i traductor japonès.
Va néixer a Iki, a la prefectura de Nagasaki, on estava destinat el seu pare. El 1896 la família es va traslladar a Tòquio, on cursà la secundària a l'Institut Gyōsei. Estudià el curs de preparació superior i la carrera de Literatura Anglesa a la Universitat de Waseda, on amb Hitomi Tōmei, Imai Hakuyō, Masuda Atsuo i altres va fundar l'associació Jiyūshisha, dedicada a la promoció de la poesia de vers lliure, creada probablement a la imatge d'un saló de literatura francès, de la qual va esdevenir president. L'entitat va publicar una revista literària de caràcter mensual titulada Shizen no Inshō, que va introduir obres de poetes simbolistes francesos com Stéphane Mallarmé, Paul Verlaine i Arthur Rimbaud. El mateix Mitomi va publicar-hi un total de 22 obres, que va cridar força l'atenció. A més, es va encarregar de dur a terme la traducció al japonès d'algunes de les obres, per exemple la de Ma Bohème de Rimbaud o La Plainte de l'Autumn de Mallarmé.
Després de graduar-se a Waseda, va romandre sota la profunda influència de la poesia contemporània francesa i va dedicar-se a estudiar detalladament a l'obra de diversos i a escriure un poema prosaic anomenat Seikatsuhyō. El poema, que mostra la influència de la poesia francesa, demostra uns sentiment i sensibilitat delicats, animós en el to, però amb un toc de malenconia. És especialment remarcable per la seva novetat i el sentiment poètic.
Es va casar amb una Takagi Shiroko, una geisha anomenada Mademoiselle Blanche, de la qual es va divorciar ben aviat.
L'agost de 1917 es va ofegar amb Imai Hakuyō mentre ambdós nedaven a Inubōzaki.
Les seves obres completes van ser recollides, editades en tres volums i publicades el 1926 pel seu amic Murai Yasuo. El 1978 es tornaren a editar en un sol volum, incloent-hi manuscrits fins aleshores inèdits.